# Élections législatives de 1986 en Ille-et-Vilaine
Les élections législatives françaises de 1986 ont lieu le 16 mars 1986. Dans le département d'Ille-et-Vilaine, sept députés sont à élire dans le cadre d'un scrutin proportionnel par liste départementale à un seul tour.

## Élus
| Député élu            |  | Parti     |
| --------------------- |  | --------- |
| Pierre Méhaignerie    |  | UDF (CDS) |
| Alain Madelin         |  | UDF (PR)  |
| Yves Fréville         |  | UDF (CDS) |
| Edmond Hervé          |  | PS        |
| Jean-Michel Boucheron |  | PS        |
| Clément Théaudin      |  | PS        |
| Michel Cointat        |  | RPR       |

À la suite de leur nomination au gouvernement, Alain Madelin et Pierre Méhaignerie ont cédé leurs places aux suivants de liste : Marie-Thérèse Boisseau et René Couanau.

## Positionnement des partis
Dans le département, dix listes sont en présence.
La liste de la majorité socialiste sortante, sous l'appellation « Pour une majorité de progrès avec le président de la République », est conduite par Edmond Hervé, maire de Rennes et secrétaire d'État chargé de la Santé du gouvernement Fabius. Figurent aussi Jean-Michel Boucheron, député sortant de la 2e circonscription et le maire de Liffré Clément Théaudin, qui a remplacé M. Hervé, nommé au gouvernement. Celle du Parti communiste est dirigée par Christian Benoist, adjoint au maire de Rennes et celle du Mouvement des radicaux de gauche, intitulée « Messieurs, décidons ensemble », par Arlette Tardif, elle aussi adjointe au maire de Rennes. On note par ailleurs la présence d'une liste socialiste dissidente appelée « Gauche démocrate régionaliste », dont la tête de liste est Louis Chopier, ancien maire de Saint-Malo.
Du côté de l'opposition de droite, l'Union pour la démocratie française et le Rassemblement pour la République montent des listes séparées. Celle de l'UDF est emmenée par le CDS Pierre Méhaignerie, député sortant de la circonscription de Vitré (3e) et président du conseil général, tandis que celle du RPR est conduite par Michel Cointat, député sortant de la 5e circonscription et ancien maire de Fougères. Sur la première (liste « Pour entreprendre et réussir en Ille-et-Vilaine »), on remarque la présence d'Alain Madelin, député sortant de la circonscription de Redon (4e) et d'Yves Fréville, conseiller général de Rennes-Centre-Ouest, et sur la seconde (liste « Union pour l'Ille-et-Vilaine »), de Claude Champaud, conseiller général de Rennes-Centre et tête de liste de l'opposition lors des élections municipales de 1983 dans la capitale bretonne.
Enfin, au nom du « Rassemblement national », la liste du Front national est dirigée par le journaliste Jean Clerc, l'extrême gauche est représentée par Lutte ouvrière (Raymond Madec) et le Mouvement pour un parti des travailleurs (Pierre Priet), et « Initiative 86 - Entreprendre et réussir la France de l'an 2000 », liste sans étiquette, est emmenée par Gilles Roux.

## Résultats

### Résultats à l'échelle du département
| Liste Parti politique | Liste Parti politique                                                                              | Tête de liste      | Tour unique | Tour unique | Sièges |
| Liste Parti politique | Liste Parti politique                                                                              | Tête de liste      | Voix        | %           | Sièges |
| --------------------- | -------------------------------------------------------------------------------------------------- | ------------------ | ----------- | ----------- | ------ |
|                       | Pour entreprendre et réussir en Ille-et-Vilaine Union pour la démocratie française (CDS - PR)      | Pierre Méhaignerie | 142 257     | 36,64       | 3      |
|                       | Pour une majorité de progrès avec le président de la République Parti socialiste                   | Edmond Hervé       | 135 391     | 34,87       | 3      |
|                       | Union pour l'Ille-et-Vilaine Rassemblement pour la République                                      | Michel Cointat     | 62 150      | 16,01       | 1      |
|                       | Rassemblement national Front national                                                              | Jean Clerc         | 17 012      | 4,48        | 0      |
|                       | Parti communiste français                                                                          | Christian Benoist  | 13 059      | 3,36        | 0      |
|                       | Gauche démocrate régionaliste diss. Parti socialiste (diss. Mouvement des radicaux de gauche)      | Louis Chopier      | 7 432       | 1,91        | 0      |
|                       | Lutte ouvrière                                                                                     | Raymond Madec      | 5 685       | 1,46        | 0      |
|                       | Messieurs, décidons ensemble Mouvement des radicaux de gauche                                      | Arlette Tardif     | 1 832       | 0,47        | 0      |
|                       | Mouvement pour un parti des travailleurs Extrême gauche (Mouvement pour un parti des travailleurs) | Pierre Priet       | 1 759       | 0,45        | 0      |
|                       | Initiative 86 - Entreprendre et réussir la France de l'an 2000 Sans étiquette                      | Gilles Roux        | 1 698       | 0,43        | 0      |
|                       | |                    |             |             |        |
| Inscrits              | Inscrits                                                                                           | Inscrits           | 518 900     | 100,00      | 7      |
| Abstentions           | Abstentions                                                                                        | Abstentions        | 108 972     | 21,00       |        |
| Votants               | Votants                                                                                            | Votants            | 409 928     | 78,99       |        |
| Blancs et nuls        | Blancs et nuls                                                                                     | Blancs et nuls     | 21 673      | 5,29        |        |
| Exprimés              | Exprimés                                                                                           | Exprimés           | 388 255     | 94,71       |        |

### Scores par circonscription
Le Parti socialiste obtient des scores élevés dans le district de Rennes et au nord-ouest de celui-ci (régions de Montfort-sur-Meu et Combourg). 
Arrivée en tête au niveau départemental, l'UDF dépasse les 35 % au sud et à l'est, et est même majoritaire – 54,37 % – du côté de Vitré, fief de Pierre Méhaignerie.
Quant au RPR (qui présente une liste séparée de l'UDF), il franchit le cap des 20 % sur le littoral et dans la région de Fougères, dont Michel Cointat, tête de liste, fut le maire jusqu'en 1983.
|                                                                    |                                                                    |                                                        |
| PS                                                                 | UDF                                                                | RPR                                                    |
| - 45 % et plus - 40 à 45 % - 35 à 40 % - 30 à 35 % - Moins de 30 % | - 45 % et plus - 40 à 45 % - 35 à 40 % - 30 à 35 % - Moins de 30 % | - 20 % et plus - 15 à 20 % - 10 à 15 % - Moins de 10 % |

### Listes complètes en présence
| Liste Étiquette politique (partis et alliances) | Liste Étiquette politique (partis et alliances)                                                                                        | Candidats (et remplaçants éventuels) |
| ----------------------------------------------- | --- | --- |
|                                                 | Pour entreprendre et réussir en Ille-et-Vilaine Union pour la démocratie française (Centre des démocrates sociaux - Parti républicain) | 1. Pierre Méhaignerie (CDS) 2. Alain Madelin (PR) 3. Yves Fréville (CDS) 4. René Couanau (CDS) 5. Marie-Thérèse Boisseau (CDS) 6. Jean-Pierre Dagorn (PR) 7. Brigitte Moulin (CDS) ————————————8. Jacques Pilorge (CDS) 9. Michel Gontier |
|                                                 | Pour une majorité de progrès avec le président de la République Parti socialiste                                                       | 1. Edmond Hervé 2. Jean-Michel Boucheron 3. Clément Théaudin 4. Jacques Faucheux 5. Nicole Gallais-Cléac'h 6. Daniel Merienne 7. Jean-René Marsac ————————————8. Benoît Leray 9. Colette Nédélec                                          |
|                                                 | Union pour l'Ille-et-Vilaine Rassemblement pour la République                                                                          | 1. Michel Cointat 2. Claude Champaud 3. Louis Perouas 4. Yves Pottier 5. Christine Chaudet 6. Charles Bernadas 7. Jean Goasguen ————————————8. Laurent de Gouvion Saint-Cyr 9. Chantal Le Formal                                          |
|                                                 | Rassemblement national Front national                                                                                                  | 1. Jean Clerc 2. Henry Leroy 3. Yves de la Herverie 4. Joël Bertrand 5. Daniel Huchet 6. Brigitte Neveux 7. Marie-Françoise Guillet ————————————8. Noël Lecossois 9. Hervé de Blignières                                                  |
|                                                 | Liste présentée par le Parti communiste français Parti communiste français                                                             | 1. Christian Benoist 2. Paul Lespagnol 3. Françoise Lancelot 4. Jean-Claude Guillerm 5. André Cheriaux 6. Gaëtane Ploteau 7. Jean-Charles Le Sager ————————————8. Renée Thouanel 9. Joseph Cussonneau                                     |
|                                                 | Gauche démocrate régionaliste Divers gauche (Parti socialiste dissident)                                                               | 1. Louis Chopier 2. Jean Auvergne 3. Roger Leverge 4. Claire Simon 5. Jean Auffret 6. Jean-François Tourtelier 7. Michel Phlipponneau ————————————8. Jean Moraud 9. Anna Guérin                                                           |
|                                                 | Lutte ouvrière | 1. Raymond Madec 2. Jean-Pierre Gaudin 3. Françoise Hamard 4. Josette Grimaud 5. Philippe Richard 6. Thérèse Chesnais 7. Pierre Moussion ————————————8. Yannick Filly 9. Jean-Pierre Chenut                                               |
|                                                 | Messieurs, décidons ensemble Mouvement des radicaux de gauche                                                                          | 1. Arlette Tardif 2. Michel Le Duff 3. Jocelyne Le Hay 4. Frédéric Gilbert 5. Brigitte Blanchard-Oko 6. Hervé Serrand 7. Sylvie Cotonea ————————————8. Pierre Sourimant 9. Claudine Roze                                                  |
|                                                 | Mouvement pour un parti des travailleurs                                                                                               | 1. Pierre Priet 2. René Malle 3. Katell Louarn 4. Patrick Le Tuhaut 5. Pierre Deleporte 6. Joël Josselin 7. Didier Mottais ————————————8. Gérard Bauvert 9. Denis Le Bourhis                                                              |
|                                                 | Initiative 86 - Entreprendre et réussir la France de l'an 2000 Sans étiquette                                                          | 1. Gilles Roux 2. Chantal Toutain 3. René Bouthémy 4. Emmanuel-Bernard Cornilleau 5. Jean Bourrel 6. Olivier Jacq 7. Michelle Roux ————————————8. Charles Lelandais 9. Bernard Pinon                                                      |